# Deutscher Filmpreis за лучший художественный фильм
Лауреаты Немецкой кинопремии (Deutscher Filmpreis) в номинации "Лучший художественный фильм" (ранее: "Лучший полнометражный художественный фильм"). С 1999 года победитель награждается призовой статуэткой "Лола". До этого до 1953 года вручался приз "Золотой подсвечник", до 1960 года - приз " Золотой кубок" (также в 1974, 1976, 1977 и 1979 годах), а с 1961 года - Золотая кинолента.
В настоящее время Золотой киноприз (фонд 500 000 евро), Серебряный киноприз (425 000 евро) и Бронзовый киноприз (375 000 евро) присуждаются за три лучших художественных фильма в порядке убывания. Остальные номинированные фильмы получают призовые фонды в размере 250 000 евро.
Больше всего наград (три победы) получили фильмы Петера Лилиенталя, за ним следуют Фатих Акин, Хельмут Дитль, Рудольф Югерт, Александр Клюге, Норберт Кюккельманн, Йоханнес Шааф, Максимилиан Шелл, Фолькер Шлёндорф, Маргарете фон Тротта, Вим Вендерс и Зёнке Вортманн (по две победы).

## Лауреаты и номинанты

### 2010-е годы
2010
| Название                 | Продюсер                                   | Режиссер           |
| ------------------------ | ------------------------------------------ | ------------------ |
| Белая лента              | Штефан Арндт                               | Михаэль Ханеке     |
| Буря                     | Бритта Кнёллер, Ханс-Кристиан Шмид         | Ханс-Кристиан Шмид |
| Чужая                    | Фео Аладаг, Зюли Аладаг                    | Фео Аладаг         |
| Страсть не знает преград | Жанин Яковски, Марен Аде, Дирк Энгельхардт | Марен Аде          |
| Душевная кухня           | Фатих Акин, Клаус Маек                     | Фатих Акин         |
| Цветок пустыни           | Питер Херрманн                             | Шерри Хорманн      |

2011
| Название                              | Продюсер                                    | Режиссер          |
| ------------------------------------- | ------------------------------------------- | ----------------- |
| Винсент хочет к морю                  | Харальд Крюглер, Виола Йегер                | Ральф Хюттнер     |
| Алмания — Добро пожаловать в Германию | Андреас Рихтер, Урсула Вёрнер, Анни Бруннер | Ясемин Шамдерели  |
| Если не мы, то кто                    | Томас Куфус                                 | Андрес Вейль      |
| Любовь втроём                         | Штефан Арндт                                | Том Тыквер        |
| Моя заветная мечта                    | Анатоль Ничке, Рауль Б. Райнерт             | Себастьян Гроблер |
| Гёте!                                 | Кристоф Мюллер, Хельге Зассе                | Филипп Штёльцль   |

2012
| Название                   | Продюсер                                   | Режиссер          |
| -------------------------- | ------------------------------------------ | ----------------- |
| Остановка на перегоне      | Петер Роммель                              | Андреас Дрезен    |
| Барбара                    | Флориан Кёрнер фон Густорф и Михаэль Вебер | Кристиан Петцольд |
| Экстремистки. Combat Girls | Ева-Мария Мартенс и Рене Фротшер           | Давид Внендт      |
| Аноним                     | Роланд Эммерих, Ларри Франко и Роберт Леже | Роланд Эммерих    |
| Три четверти луны          | Роберт Марциняк и Ули Асельманн            | Кристиан Цюберт   |
| 2016: Конец ночи           | Томас Вёбке и Габриэле М. Вальтер          | Тим Фельбаум      |

2013
| Название                      | Продюсер                                               | Режиссер                     |
| ----------------------------- | ------------------------------------------------------ | ---------------------------- |
| Простые сложности Нико Фишера | Маркос Кантис и Александр Вадух                        | Ян-Оле Герстер               |
| Ханна Арендт                  | Беттина Брокемпер                                      | Маргарет фон Тротта          |
| Эрудиция                      | Карстен Штотер, Бенни Дрехсель, Лиз Уоттс и Пол Уэлш   | Кейт Шортланд                |
| Облачный атлас                | Штефан Арндт, Грант Хилл, Сёстры Вачовски и Том Тыквер | Сёстры Вачовски и Том Тыквер |
| Источники жизни               | Штефан Арндт                                           | Оскар Рёлер                  |
| Стена                         | Райнер Кельмель и Василики Блезер                      | Юлиан Роман Пёльслер         |

2014
| Название                       | Продюсер                                             | Режиссер              |
| ------------------------------ | ---------------------------------------------------- | --------------------- |
| Путешествие с родины на родину | Кристиан Райц                                        | Эдгар Райц            |
| Тёмная долина                  | Хельмут Грассер и Штефан Арндт                       | Андреас Прохаска      |
| Две жизни                      | Дитер Зеппенфельд, Руди Тайхманн и Аксель Хельгеланд | Георг Маас            |
| Зачётный препод                | Кристиан Беккер и Лена Шёманн                        | Бора Дагтекин         |
| Тёмный мир                     | Тобиас Уолкер и Филипп Ворм                          | Фрауке Финстервальдер |
| Любовь и стейки                | Инес Шиллер и Голо Шульц                             | Якоб Ласс             |

2015
| Название             | Продюсер                               | Режиссер          |
| -------------------- | -------------------------------------- | ----------------- |
| Виктория             | Себастьян Шиппер и Ян Дресслер         | Себастьян Шиппер  |
| Джек                 | Ян Крюгер и Рене Рёмерт                | Эдвард Бергер     |
| Время каннибалов     | Милена Майц                            | Йоханнес Набер    |
| В лабиринте молчания | Ули Путц, Сабина Ламби и Якоб Клауссен | Джулио Риччарелли |
| Кто я                | Квирин Берг и Макс Видеманн            | Баран бо Одар     |
| Мы молоды. Мы сильны | Лейф Алексис и Йохен Лаубе             | Бурхан Курбани    |

2016
| Название                        | Продюсер                                    | Режиссер            |
| ------------------------------- | ------------------------------------------- | ------------------- |
| Государство против Фрица Бауэра | Томас Куфус                                 | Ларс Крауме         |
| Герберт                         | Ундина Фильтер, Томас Краль и Анатоль Ничке | Томас Штубер [нем.] |
| 4 Короля                        | Бенджамин Зайкель и Флориан Шмидт-Пранге    | Тереза фон Эльц     |
| Он снова здесь                  | Кристоф Мюллер и Ларс Диттрих               | Давид Внендт        |
| Привет из Фукусимы              | Харальд Кюглер и Молли фон Фюрстенберг      | Дорис Дёрри         |
| Голограмма для короля           | Уве Шотт и Штефан Арндт                     | Том Тыквер          |

2017
| Название                     | Продюсер                                                      | Режиссер            |
| ---------------------------- | ------------------------------------------------------------- | ------------------- |
| Тони Эрдманн                 | Янин Яковски, Йонас Дорнбах и Марен Аде                       | Марен Аде           |
| 24 недели                    | Мелани Берке, Тобиас Бюхнер и Томас Куфус                     | Анне Зохра Беррахед |
| Дикая                        | Беттина Брокемпер                                             | Николетт Кребитц    |
| Вчерашний расцвет            | Дэнни Крауш и Катрин Лемме                                    | Крис Краус          |
| Гуд бай, Берлин!             | Марко Мехлиц                                                  | Фатих Акин          |
| Добро пожаловать к Хартманам | Квирин Берг, Макс Видеманн, Симон Ферхёвен и Михаэль Ферхёвен | Симон Ферхёвен      |

2018
| Название          | Продюсер                                                 | Режиссер            |
| ----------------- | -------------------------------------------------------- | ------------------- |
| Три дня в Киброне | Карстен Штётер                                           | Эмили Атеф          |
| На пределе        | Фатих Акин, Нурхан Шекерчи-Порст, Герман Вайгель         | Фатих Акин          |
| Вестерн           | Янин Яковски, Йонас Дорнбах, Марен Аде, Валеска Гризебах | Валеска Гризебах    |
| Капитан           | Фридер Шлайх,Ирене фон Альберти                          | Роберт Швентке      |
| Между рядами      | Йохен Лаубе, Фабиан Маубах                               | Томас Штубер [нем.] |
| Молчащий класс    | Мириам Дюссель                                           | Ларс Крауме         |

2019
| Название                      | Продюсер                                                    | Режиссер          |
| ----------------------------- | ----------------------------------------------------------- | ----------------- |
| Гундерманн                    | Клаудия Штеффен, Кристоф Фридель                            | Андреас Дрезен    |
| Стикс                         | Маркос Кантис                                               | Вольфганг Фишер   |
| Мальчику нужен свежий воздух  | Себастьян Вернингер, Нико Хофманн, Герман Флорин            | Каролина Линк     |
| 25 км/ч                       | Маркус Голлер, Оливер Цигенбальг                            | Маркус Голлер     |
| Самая красивая девушка в мире | Себастьян Цюр, Тимм Обервеланд, Петер Эйфф, Теодор Грингель | Арон Леманн       |
| Транзит                       | Флориан Кёрнер фон Густорф, Михаэль Вебер, Антонин Деде     | Кристиан Петцольд |

### 2020-е годы
2020
| Название                    | Продюсер                                                    | Режиссер           |
| --------------------------- | ----------------------------------------------------------- | ------------------ |
| Разрушительница системы     | Петер Хартвиг, Йонас Вейдеманн, Якоб Д. Вейдеманн           | Нора Фингшайдт     |
| Берлин, Александерплац      | Лейф Алексис, Йохен Лаубе, Фабиан Маубах                    | Бурхан Курбани     |
| Я был, я есть, я буду       | Инго Флисс                                                  | Илкер Чатак        |
| Лара                        | Маркос Кантис, Мартин Лехвальд, Михал Покорны               | Ян-Оле Герстер     |
| Линденберг! Делай свое дело | Михаэль Леманн, Йоханнес Полльманн, Гюнтер Русс             | Хермине Хюнтгебурт |
| Ундина                      | Флориан Кёрнер фон Густорф, Михаэль Вебер, Маргарет Менегоз | Кристиан Петцольд  |

2021
| Название                  | Продюсер                                  | Режиссер        |
| ------------------------- | ----------------------------------------- | --------------- |
| Я создан для тебя         | Лиза Блюменберг                           | Мария Шрадер    |
| Фабиан — полет в пропасть | Феликс фон Бём                            | Доминик Граф    |
| Другая правда             | Амир Хамз, Кристиан Шпрингер, Фахри Ярдым | Йоханнес Набер  |
| Я — Карл                  | Кристоф Фридель, Клаудия Штеффен          | Кристиан Швохов |
| Королевская игра          | Филипп Ворм, Тобиас Уолкер                | Филипп Штёльцль |
| А завтра весь мир         | Фабиан Гасмиа, Юлия фон Хайнц             | Юлия фон Хайнц  |

2022
| Название                          | Продюсер                                     | Режиссер         |
| --------------------------------- | -------------------------------------------- | ---------------- |
| Дорогой Томас                     | Михаэль Сувинье, Тилль Деренбах              | Андреас Кляйнерт |
| Рабийе Курназ против Джорджа Буша | Клаудия Штеффен, Кристоф Фридель             | Андреас Дрезен   |
| Великая свобода                   | Бенни Дрехсель, Сабина Мозер, Оливер Нойманн | Себастиан Майзе  |
| Про и контра                      | Кристоф Мюллер, Том Шписс                    | Зёнке Вортман    |
| Спенсер                           | Янин Яковски, Йонас Дорнбах и Марен Аде      | Пабло Ларраин    |
| Красота                           | Лотар Хеллингер, Кристофер Долл              | Каролина Херфурт |

2023
| Название                                        | Продюсер                                          | Режиссер      |
| ----------------------------------------------- | ------------------------------------------------- | ------------- |
| Учительская                                     | Инго Флисс                                        | Илкер Чатак   |
| На Западном фронте без перемен                  | Мальте Грюнерт                                    | Эдвард Бергер |
| Убийца «Священный паук»                         | Сол Бонди и Якоб Ярек                             | Али Аббаси    |
| Золотой инкассатор                              | Фатих Акин, Нурхан Шекерчи-Порст и Герман Вайгель | Фатих Акин    |
| Солнце и бетон                                  | Фабиан Гасмиа, Давид Внендт и Семь Слонов         | Давид Внендт  |
| Когда же наконец будет так, как никогда не было | Янин Яковски, Йонас Дорнбах и Марен Аде           | Соня Хайсс    |